# Kōji Hachisuka
Kōji Hachisuka (jap. 蜂須賀 孝治; * 20. Juli 1990 in Tochigi, Präfektur Tochigi) ist ein ehemaliger japanischer Fußballspieler. 

## Karriere
Kōji Hachisuka erlernte das Fußballspielen in der Schulmannschaft der Kiryu Daiichi High School sowie in der Universitätsmannschaft der Sendai-Universität. Von Juli 2012 bis Januar 2013 wurde er von der Universität an Vegalta Sendai ausgeliehen. Der Club aus Sendai spielte in der höchsten Liga des Landes, der J1 League. 2013 wurde er dann fest von Sendai verpflichtet. Am Saisonende 2021 belegte er mit Sendai den 19. Tabellenplatz und musste in die zweite Liga absteigen. Nach zehn Spielzeiten, in denen er 227 Ligaspiele für Sendai bestritt, wechselte er im Januar 2024 zum ebenfalls in der zweiten Liga spielenden Blaublitz Akita. Hier bestritt er 22 Ligaspiele. Nach einer Spielzeit beendete er nach der Saison 2024 seine Karriere als Fußballspieler.

## Erfolge
Vegalta Sendai
- Japanischer Zweitligavizemeister: 2012